# Arthur Hope
Arthur Oswald James Hope (7 mai 1897 - 26 mai 1958) est un homme politique, soldat et administrateur britannique. Il est conservateur et est député de Nuneaton de 1924 à 1929 et de Birmingham Aston de 1931 à 1939, après quoi il est gouverneur de la présidence de Madras de l'Inde britannique de 1940 à 1946.

## Jeunesse
Arthur Oswald James Hope est le fils de James Hope (1er baron Rankeillour), de son mariage avec Mabel Ellen Riddell, né à Marylebone, en Angleterre le 7 mai 1897 . Son père a été vice-président de la Chambre des communes . Arthur est l'aîné de quatre enfants, les autres étant Henry John Hope, 3e baron Rankeillour (1899-1967), Joan Mary Hope et Richard Frederick Hope (1901-1964) .
Il fait ses études à l'Oratory School et à l'Académie royale militaire de Sandhurst . Il rejoint les Coldstream Guards en 1914 au début de la Première Guerre mondiale et devient capitaine . Il est blessé au combat en France et est mentionné dans les dépêches . Il est décoré de la Croix militaire et de la Croix de guerre .

## Vie publique
Hope quitte l'armée à la fin de la Première Guerre mondiale et entre dans la vie publique. Il rejoint le Parti conservateur et aux élections générales de 1924 est élu au Parlement du Royaume-Uni de la circonscription de Nuneaton dans le Warwickshire . Hope siège au total quatorze ans à la Chambre des communes, représentant Nuneaton de 1924 à 1929 et Birmingham Aston de 1931 à 1940 . Aux élections de 1935, il bat le seul autre candidat (le parti travailliste Rudolph Putnam Messel) par une marge de 10 355 voix . Il est encore membre de la Chambre des communes lorsqu'il est nommé gouverneur de Madras, mais renonce à son siège, provoquant ainsi une élection partielle à Birmingham Aston .
Hope est secrétaire privé parlementaire du colonel George Lane Fox  secrétaire aux Mines de 1924 à 1926  et est whip de 1935 à 1939  abord en tant que whip adjoint non rémunéré en 1935, puis comme Lord du Trésor non rémunéré de 1935 à 1937, comme Vice-Chambellan de la Maison de mai 1937 à octobre 1937 , et enfin comme Trésorier de la Maison de 1937 à 1939 .
Il est un joueur de cricket pendant un certain temps et joue un match de première classe pour l'armée britannique contre l'Université de Cambridge à Fenners Ground le 7 juin 1926 .

## Gouverneur de Madras
Hope est nommé gouverneur de Madras en 1940 et succède à John Erskine (Lord Erskine) (en), le 12 mars 1940.
Hope est gouverneur tout au long de la Seconde Guerre mondiale. Après la conquête japonaise de la Birmanie et des îles Andaman et Nicobar, il y a de fortes appréhensions quant à d'éventuelles attaques japonaises sur les villes indiennes côtières. Le 18 avril 1942, dans une communication secrète à Victor Hope, 2e marquis de Linlithgow, vice-roi des Indes, Hope décrit les rapports d'une force japonaise se dirigeant vers l'Inde . Il y a des raids aériens japonais sur les villes côtières de Visakhapatnam et Kakinada le 6 avril 1942 suivis d'attaques maritimes sur le port de Madras . Hope répond en évacuant les établissements commerciaux et administratifs et les bureaux d'affaires le long de la côte de Madras et en les déplaçant à l'intérieur des terres ,.
Madras est en état d'urgence lorsque Hope prend ses fonctions, le dernier gouvernement élu ayant démissionné en octobre 1939. Une campagne anti-britannique, le Quit India Movement, est lancée en 1942. Les gouvernements provinciaux répondent par une répression. Hope impose la censure des journaux à la présidence et les reportages sur la politique intérieure sont supprimés. Pour protester contre les actions du gouvernement, les journaux de toute l'Inde sont suspendus pendant une journée. Hope répond en retirant les privilèges spéciaux accordés aux journaux en grève.
Le gouvernement impose également la censure des films en langue indienne . Officier de propagande provincial, GDB Harvey est nommé pour promouvoir les films de propagande à l'appui de l'effort de guerre britannique . En 1943, le gouvernement émet une ordonnance en vertu des règles de la défense de l'Inde limitant la taille des films réalisés localement à 11 000 pieds .
Au début, la direction provinciale du Congrès national indien sous Chakravarti Rajagopalachari est fermement opposée à l'implication forcée de l'Inde dans la Seconde Guerre mondiale  mais plus tard, Rajagopalachari change d'avis et exprime son soutien à l'effort de guerre britannique alors même que ses collègues à New Delhi s'agitent toujours contre la guerre .
Pour des raisons économiques, les différents bataillons du régiment de Madras sont dissous par étapes . Avec le transfert du 1er bataillon en 1928, le régiment de Madras cesse d'exister . Lorsque Hope devient gouverneur en 1940, il essaie de faire revivre le régiment de Madras .
Grâce aux efforts de Hope, le régiment de Madras est relancé en 1942 et Hope est nommé premier colonel en chef du régiment . Un centre d'entraînement est créé à Madukkarai dans le district de Coimbatore en juillet 1942  et le régiment combat lors de la campagne de Birmanie .
En 1945, Hope inaugure un collège polytechnique construit par GD Naidu à Coimbatore qui est plus tard nommé "Arthur Hope Polytechnic" en son honneur . L'école polytechnique est ensuite transformée en collège des sciences et de la technologie et rebaptisée Government College of Science and Technology en 1950. Bien que le collège ait été renommé et déplacé vers un nouveau campus, la zone où il se trouve à l'origine s'appelle toujours "Hope College" .

## Détournement de fonds et démission forcée
Le mandat de Hope prend fin le 26 février 1946. Des documents conservés aux Archives nationales indiquent que Lord Wavell (alors vice-roi) et le gouvernement britannique craignent un scandale après que les autorités aient appris que Hope recevait des prêts d'Indiens riches pour rembourser de grosses dettes en « spéculant sur l'hippodrome » avant sa nomination. Hope reconnait les faits . Lord Wavell craint que Hope ne soit poursuivi s'il est simplement démis de ses fonctions ; les gouverneurs sont protégés contre les litiges pendant leur mandat. Il est décidé que Hope devait être rapidement démis de ses fonctions de gouverneur sans éveiller les soupçons . Hope est diagnostiqué comme souffrant de neurasthénie tropicale, un problème de santé pseudo-médical utilisé à l'époque pour la couverture des Européens rentrant chez eux .
Hope est remplacé par Henry Foley Knight au début du mois de mars 1946 qui exerce les fonctions de gouverneur par intérim jusqu'à l'arrivée du successeur désigné de Hope, Archibald Edward Nye. Nye déclare à ses supérieurs en septembre 1946 qu'il a découvert que Hope a détourné 50 000 roupies (3 750 £) qui lui ont été données l'année précédente et destinées à la Croix-Rouge en Inde (équivalent à 165,452 £ en 2015 ) . D'autres sommes d'argent remises à Hope ont été détournées de la même manière ; aucun audit approprié de ce que l'on a appelé un « compte spécial pod » n'a eu lieu. Le premier ministre de l'époque, Clement Attlee, consent en avril 1947 à ce que les dettes de Hope soient remboursées sur les fonds du gouvernement britannique. Un compte basé en Inde est utilisé pour empêcher toute indication à la population locale que Londres est impliqué dans le problème . Hope aurait détourné environ 40 000 £ (équivalent à 1 1,696,305 £ en 2015  ) pour régler ses dettes. Sa nécrologie dans The Times, publiée en 1958, reprend le récit officiel donné une décennie plus tôt : « Il a été contraint par des problèmes de santé de démissionner... avant la fin de son mandat prolongé .
Hope est nommé Chevalier Grand Commandeur de l'Ordre de l'Empire indien en 1939 juste avant sa nomination en tant que gouverneur de Madras ,. Arthur Hope hérite de la baronnie à la mort de son père, le 14 février 1949 .

## Famille
Le 2 juin 1919, à l'âge de 22 ans, Hope épouse Grizel Gilmour, la deuxième fille du brigadier-général Sir Robert Gordon Gilmour (1857-1939) et de Lady Susan Lygon (1870-1962) . Le couple a quatre filles : 
- Bridget Mary Hope (née en 1920)
- Jean Margaret Hope (née en 1923)
- Alison Mary Hope (née en 1927)
- Barbara Mary Hope (née en 1930)

À la mort de Hope en 1958, comme il n'a pas de fils, son titre et ses biens écossais passent à son frère cadet, Henry John Hope (1899-1967), avocat.